# Sakai (Fukui)
Sakai (坂井市, Goshogawara-shi?) è una città giapponese della prefettura di Fukui.

## Storia
Sakai faceva parte dell'antica provincia di Echizen (provincia). Si dice che il semi-leggendario imperatore Keitai del periodo Kofun provenisse dalla zona di Maruoka, oggi un quartiere di Sakai. Durante il periodo Edo, l'area era divisa tra i possedimenti dei feudi di Maruoka e Fukui, e quelli direttamente sotto il controllo dello shogunato Tokugawa. A seguito del rinnovamento Meiji, l'area venne organizzata come parte del distretto di Sakai, nella prefettura di Fukui.
 L'epicentro del terremoto che nel 1948 Fukui provocò oltre 3 700 vittime nella prefettura di Fukui, si trovava a Maruoka.

Le cittadine di Mikuni e Maruoka vennero istituite con la creazione del moderno sistema di municipalità del 1º aprile 1889. Il villaggio di Harue ottenne lo status di cittadina il 3 aprile 1942. Il villaggio di Sakai venne creato il 1º marzo 1955 dalla fusione dei villaggi di Higashi-Jūgō, Hyōgo e Ōseki; ottenne lo status di cittadina il 1º aprile 1961. La moderna città di Sakai fu istituita il 20 marzo 2006, dalla fusione della vecchia cittadina di Sakai con Harue, Maruoka e Mikuni. A seguito di questa fusione il distretto di Sakai venne sciolto.